# Медаль «Захиснику Придністров'я»
Медаль «Захиснику Придністров'я» — найвища з медалей та одна з державних нагород самопроголошеної Придністровської Молдавської Республіки. Була започаткована 16 червня 1993 року.

## Статус
Медаллю нагороджуються військовослужбовці армії, ополченці, воїни прикордонних та внутрішніх військ та інші громадяни Придністровської Молдавської Республіки. Також нею нагороджують громадян іноземних держав.
Нагородження медаллю проводиться за особисту мужність та відвагу, виявлені:
- у боях з ворогами Батьківщини;
- під час захисту державного кордону Придністровської Молдавської Республіки;
- при виконанні військового обов'язку в умовах, пов'язаних із ризиком для життя та інших обставин

## Опис
Медаль має форму правильного кола діаметром 32 мм із латуні. На лицьовій стороні медалі у центрі зображено пам'ятник Суворову. По колу медалі, у верхній частині напис: «Захиснику Придністров'я». У нижній частині розташовані схрещені автомат і шашка та гілки – дубова та лаврова. На зворотному боці медалі розташований напис «Придністровська Молдавська Республіка». Всі зображення та написи на медалі опуклі. Краї медалі облямовані бортиком. Медаль за допомогою вушка та кільця з'єднується з п'ятикутною колодочкою, обтягнутою шовковою стрічкою червоного кольору шириною 24 мм. Посередині стрічки – поздовжня зелена смужка шириною 7 мм.

## Правила носіння
Медаль носиться на лівій стороні грудей і за наявності орденів та інших медалей розташовується після орденів, і вище за всі інші медалі.